# Brookhaven (Mississipi)
Brookhaven és una població dels Estats Units a l'estat de Mississipi. Segons el cens del 2000 tenia 9.861 habitants.

## Demografia
Segons el cens del 2000, Brookhaven tenia 9.861 habitants, 3.810 habitatges, i 2.480 famílies. La densitat de població era de 519,4 habitants per km².
Dels 3.810 habitatges en un 31,1% hi vivien nens de menys de 18 anys, en un 39,9% hi vivien parelles casades, en un 21,7% dones solteres, i en un 34,9% no eren unitats familiars. En el 31,9% dels habitatges hi vivien persones soles el 16% de les quals corresponia a persones de 65 anys o més que vivien soles. El nombre mitjà de persones vivint en cada habitatge era de 2,44 i el nombre mitjà de persones que vivien en cada família era de 3,1.
Per edats la població es repartia de la següent manera: un 26,3% tenia menys de 18 anys, un 9,3% entre 18 i 24, un 25,8% entre 25 i 44, un 20,2% de 45 a 60 i un 18,4% 65 anys o més.
L'edat mediana era de 37 anys. Per cada 100 dones de 18 o més anys hi havia 77,3 homes.
La renda mediana per habitatge era de 24.632 $ i la renda mediana per família de 30.950 $. Els homes tenien una renda mediana de 28.079 $ mentre que les dones 20.047 $. La renda per capita de la població era de 13.695 $. Entorn del 23,3% de les famílies i el 26,9% de la població estaven per davall del llindar de pobresa.

## Poblacions més properes
El següent diagrama mostra les poblacions més properes.